# 오토릭샤

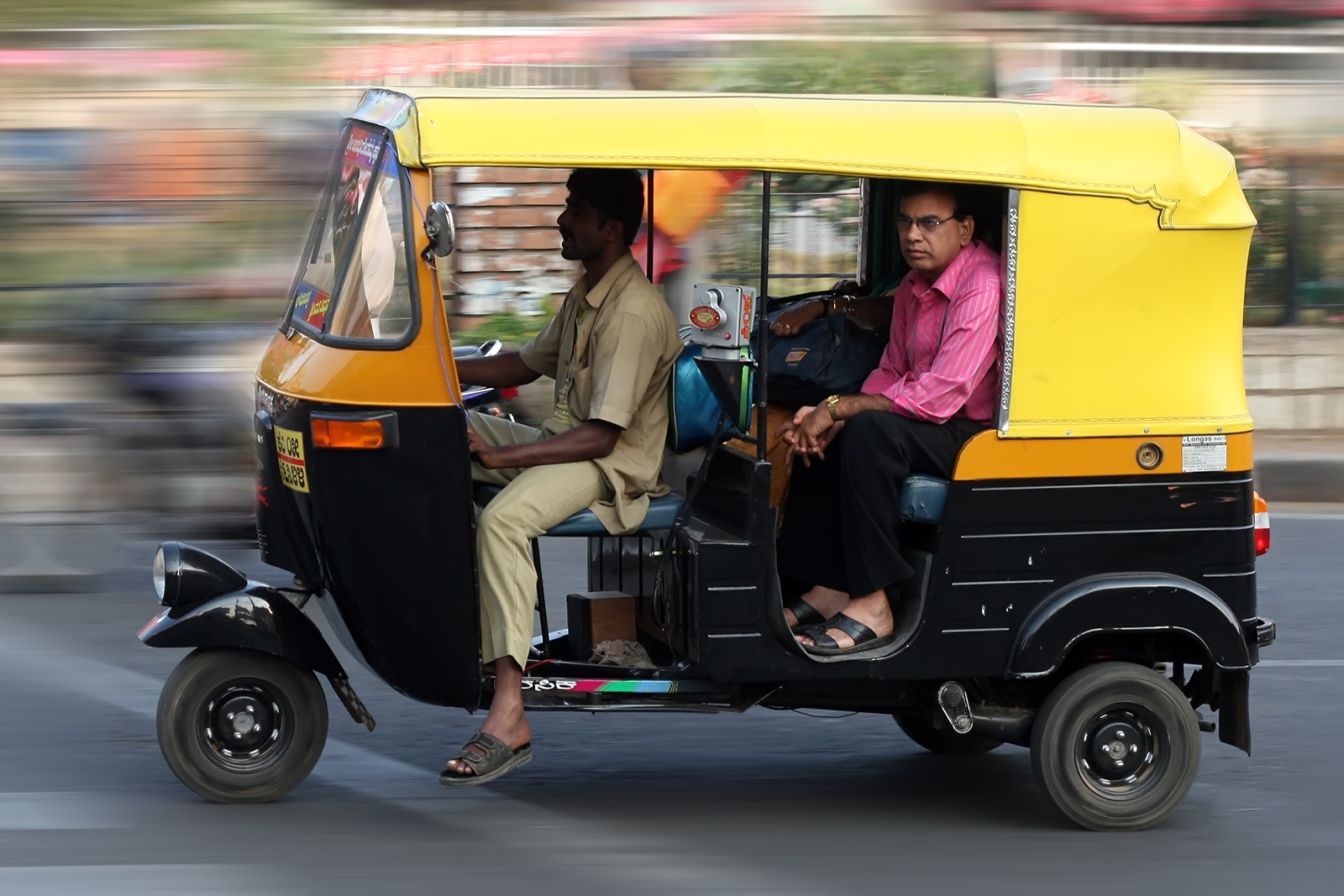
오토릭샤

오토릭샤(Auto rickshaw)는 릭샤의 일종으로, 인력거 또는 사이클릭샤의 전동 버전이다. 대부분 바퀴가 3개이며 기울어지지 않는다. 오토, 오토릭샤, 베이비 택시, 모토택시, 피게온, 조니비, 바지즈, 찬드 가리, 라파, 툭툭, 툼툼, 케케나펩, 마루와, 아다이타 사후, 3륜, 프라냐, 바오바오, 이지 바이크, CNG, 툭시 등 여러 나라에서 많은 용어로 알려져 있다.
오토릭샤는 임대용 차량과 개인용 차량 모두로 전 세계적으로 널리 사용되는 교통 수단이다. 일반적으로 완전히 밀폐되어 있지 않기 때문에 열대 또는 아열대 기후 국가에서 특히 흔하며, 소유 및 운영 비용이 상대적으로 저렴하기 때문에 많은 개발도상국에서 발견된다. 오토릭샤의 디자인은 다양하다. 가장 일반적인 유형은 세 개의 바퀴 위에 놓인 판금 본체 또는 개방형 프레임이 특징이다. 드롭다운 측면 커튼이 있는 캔버스 지붕, 운전자가 핸들바를 조종할 수 있는 앞쪽의 작은 캐빈; 후방에는 화물, 승객 또는 다목적 공간이 있다. 또 다른 유형은 확장된 사이드카가 있거나 드물게 승객석을 밀거나 당기는 오토바이이다.
2019년 기준 인도의 바자즈 오토(Bajaj Auto)는 2019 회계연도 동안 78만 대를 판매한 세계 최대의 오토릭샤 제조업체이다.

## 같이 보기
- 지프니